# Robert Lebeck

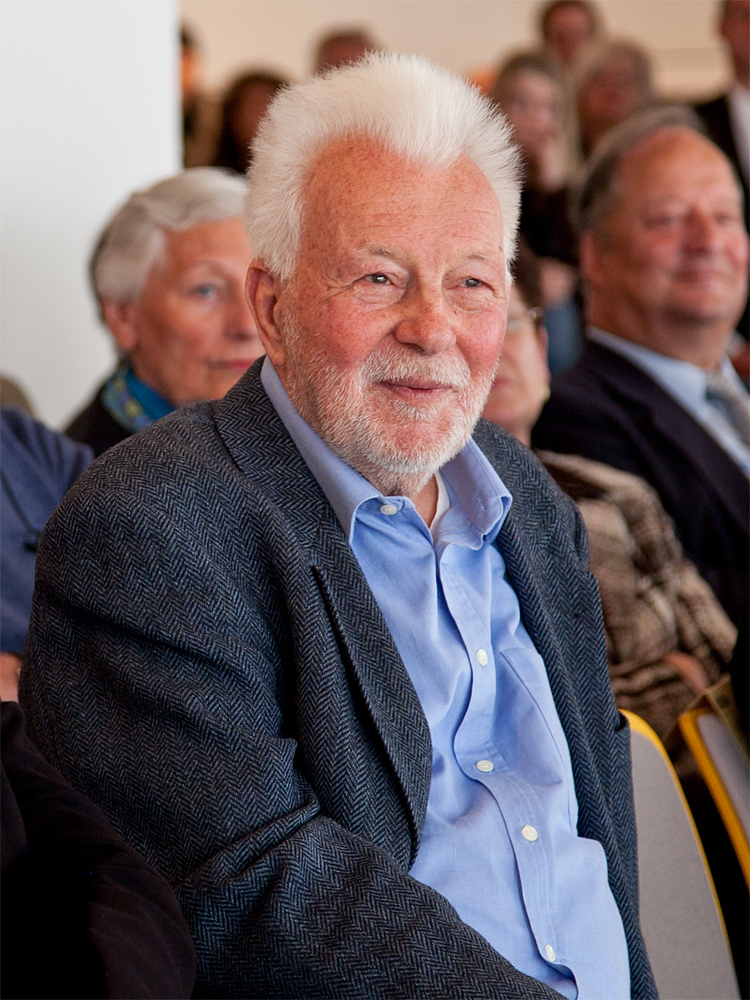
Robert Lebeck (2011)

Robert Lebeck (* 21. März 1929 in Berlin; † 14. Juni 2014 ebenda) war ein deutscher Fotojournalist und bedeutender Sammler u. a. von Fotografien des 19. Jahrhunderts und Zeitschriften aus der Frühzeit des Fotojournalismus.

## Leben und Werk
Robert Benjamin Lebeck wurde am 21. März 1929 als Sohn des Juristen Kurt Lebeck (gest. 1943) und dessen Ehefrau Maria geb. Kühne in Berlin geboren. Sein Großvater war der Maler Walter Kühne (1875–1951). Robert wuchs in einfachen Verhältnissen auf. Seine Eltern wurden 1934 geschieden und das Sorgerecht dem Vater zugeschrieben. Da sein Vater zu diesem Zeitpunkt bereits an einer schweren Krankheit litt, wuchs Robert Lebeck bei der Großmutter Olga Lebeck auf. Die Schulferien verbrachte er oft bei seinem Onkel Albert Lebeck in Donaueschingen. Robert Lebeck wurde 1944, im Alter von 15 Jahren, zur Wehrmacht eingezogen und kam an die Ostfront. Er schlug sich Richtung Westen bis Schwerin durch und geriet 1945 in amerikanische Gefangenschaft. Nach seiner Rückkehr absolvierte er am Donaueschinger Fürstenberg-Gymnasium sein Abitur und studierte Völkerkunde in Zürich und New York, wo er auf den Bildjournalismus der Magazine Life und Look aufmerksam wurde. Fotografen wie Alfred Eisenstaedt, David Douglas Duncan und W. Eugene Smith wurden ihm zum Vorbild.
Die Fotografie lernte er autodidaktisch und arbeitete ab 1952 als Fotoreporter, zunächst für verschiedene Heidelberger Zeitungen, später für Illustrierte wie Revue (1955 Büroleiter in Frankfurt), Kristall (1960–1966) und Stern (1966–1977).
Von 1977 bis 1978 war er mit Klaus Harpprecht Chefredakteur des Magazins GEO. Ab 1979 arbeitete er wieder für den Stern.
In den 1950er Jahren fotografierte Lebeck das Nachkriegsdeutschland, beginnend 1952 mit „Adenauer beim Rosenfest in Baden-Baden“ für die Rhein-Neckar-Zeitung, Kriegsheimkehrer (1955), Winston Churchill in Bonn (1956), beim Jazzfestival in Frankfurt und den Filmfestspielen in Berlin (1956), sowie auch im Ostteil der Stadt. 1958 war er beim Begräbnis Papst Pius XII. in Rom.
Bekannt wurde Lebeck mit seiner ersten großen Auslandsreportage Afrika im Jahre Null (1960 für Kristall). Sein Foto des Degendiebs von Léopoldville, der bei den Feierlichkeiten zur Unabhängigkeit des Kongos König Baudouins Degen stahl, ging um die Welt und wurde, wie er es selbst formulierte, zu seiner „Visitenkarte“.
Danach war er weltweit für Reportagen unterwegs. Seinen Fotos wurde erstmals 1962 im Hamburger Museum für Kunst und Gewerbe eine erste Ausstellung gewidmet. 1966 zog er zwei Jahre für den Stern nach New York. Mit Willy Brandt war er auf Wahlkampfreise und begleitete ihn nach dem Wahlsieg 1972 für zwei Jahre. Neben politischen und Gesellschaftsreportagen porträtierte er ebenso viele Schriftsteller, bildende Künstler, Musiker und Schauspieler; vor allem seine intimen Bilder von Romy Schneider sind bekannt. Die Frage, ob Schneider und Lebeck „etwas miteinander hatten“, bejahte Georg Stefan Troller.
Hatte er sich zuvor für den Jugendstil interessiert, dann Postkarten gesammelt, baute er eine bedeutende Sammlung zur Fotografie des 19. Jahrhunderts auf, die viele Inkunabeln der Fotografiegeschichte beinhaltet und seit 1994 zum Bestand des Museums Ludwig in Köln gehört. Lebeck wandte sich danach Zeitungen und Magazinen zu, die er innerhalb von zwölf Jahren zu einer konsistenten Geschichte der Fotoreportage anhand ihrer Publikationen von 1839 bis 1974 zusammentrug. „Kiosk“ hieß 2001 die erste Ausstellung dieser Sammlung, die im Kölner Museum Ludwig und danach im Altonaer Museum Hamburg gezeigt wurde.
Zu seinem 80. Geburtstag zeigte der Berliner Martin-Gropius-Bau 2009 die bisher umfangreichste Ausstellung seiner Fotos.
Robert Lebeck wohnte in den 1990er Jahren im Médoc in Frankreich. Seit 2001 lebte er wieder in seiner Geburtsstadt Berlin.
Lebeck war viermal verheiratet, führte eine Ehe mit der Hamburger Galeristin Elke Dröscher, hatte eine Tochter und einen unehelichen Sohn. Später heiratete er die 30 Jahre jüngere Grafikerin Cordula Lebeck, mit der er einen Sohn und eine Tochter hatte.

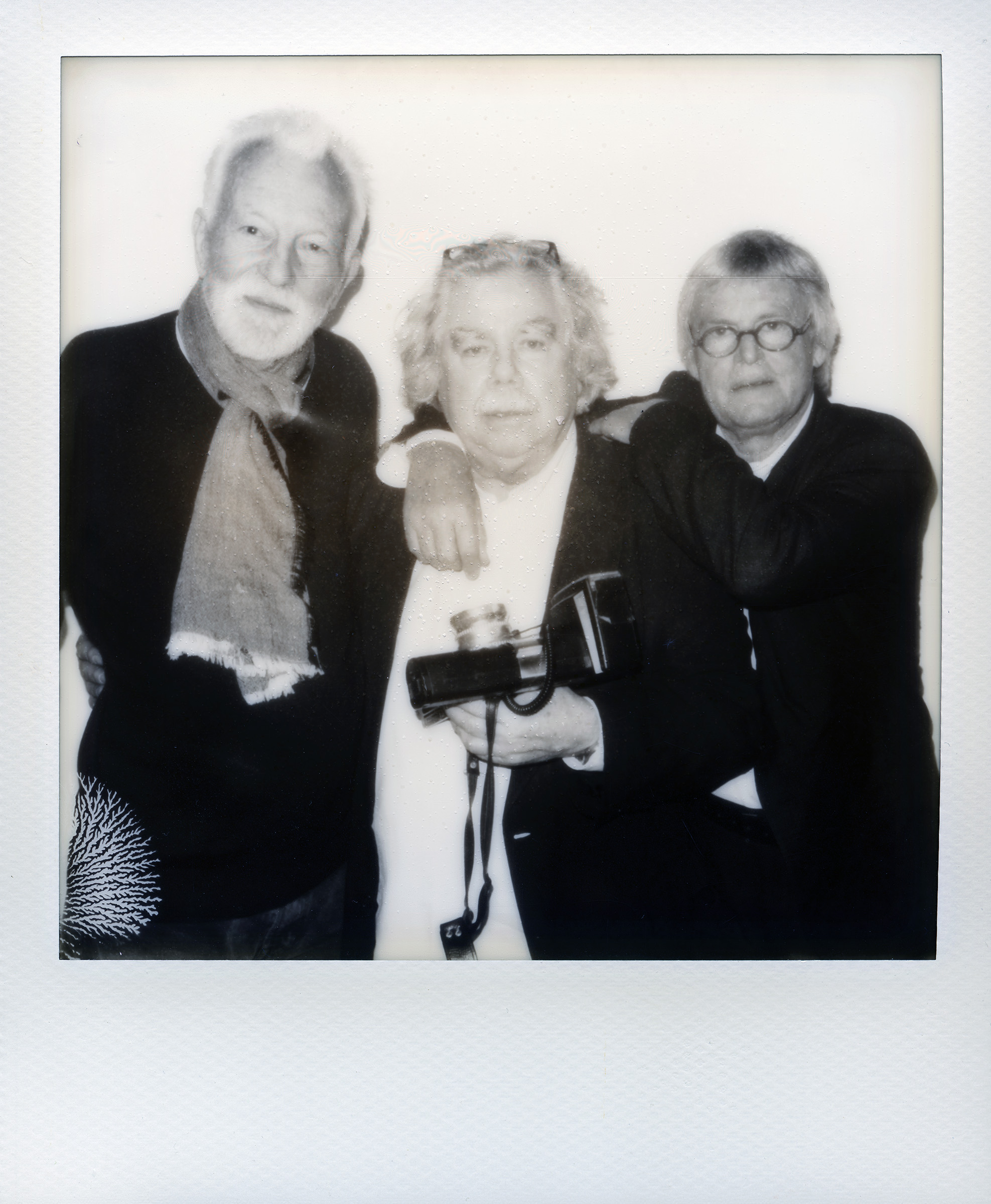
Robert Lebeck, Volker Hinz und Konrad R. Müller fotografiert von Oliver Mark (Berlin 2014)

Am 4. Juli 2014 wurde er auf dem Dreifaltigkeitsfriedhof II in Berlin beigesetzt.
Die umfangreiche Sammlung Robert Lebeck, die mehr als 30.000 Exponate umfasst, wurde 2016 vom Land Berlin gekauft. Teile daraus waren bis Ende Januar 2017 in der Ausstellung Kiosk – Sammlung Robert Lebeck im Deutschen Pressemuseum im Ullsteinhaus Berlin zu sehen.
Im Film 3 Tage in Quiberon (2018) ist Robert Lebeck (dargestellt von Charly Hübner) der Fotograf, der, zusammen mit dem Stern-Reporter Michael Jürgs (Robert Gwisdek), ein auf drei Tage angelegtes Interview mit Romy Schneider (Marie Bäumer), in einem Kurhotel in Quiberon (Bretagne) führen soll, die dort seit vier Tagen zur Entgiftung untergebracht war. Die deutsch-französisch-iranische Regisseurin Emily Atef ließ sich von dem tatsächlich in Quiberon stattgefundenen Interview mit Lebecks Fotografien, die im Buch Romy Schneider. Letzte Bilder eines Mythos 1986 publiziert wurden, inspirieren.

## Auszeichnungen
1991 erhielt er den Dr.-Erich-Salomon-Preis der Deutschen Gesellschaft für Photographie.
2002 bekam er zusammen mit Bodo von Dewitz den Annual Infinity Award des International Center of Photography, New York.
2007 wurde ihm im Deutschen Schauspielhaus in Hamburg der „Henri-Nannen-Preis“ für sein Lebenswerk verliehen.

## Werke

### Fotobücher
- Afrika im Jahre Null, Hammerich & Lesser, Berlin 1961.
- als Hrsg. mit Manfred Schütte: Propagandapostkarten I. Bildpostkarten aus den Jahren 1898–1928. Harenberg, Dortmund (= Die bibliophilen Taschenbücher. Band 154).
- als Hrsg. mit Manfred Schütte: Propagandapostkarten II. Bildpostkarten aus den Jahren 1933–1943. Harenberg, Dortmund (= Die bibliophilen Taschenbücher. Band 157).
- als Hrsg.: Das Zweirad. Alte Postkarten. Mit einem Nachwort von Jost Pietsch. Harenberg, Dortmund (= Die bibliophilen Taschenbücher. Band 242).
- Chronik des 20. Jahrhunderts. Harenberg, Dortmund (= Die bibliophilen Taschenbücher. Band 393).
- Augenzeuge, Texte von Heinrich Jaenecke und Henri Nannen, Bucher, München/Luzern 1984, ISBN 978-3-7658-0446-5.
- Romy Schneider. Letzte Bilder eines Mythos, Edition Stemmle, Schaffhausen 1986, ISBN 3-7231-0354-5.
- Begegnungen mit Großen der Zeit, Edition Stemmle, Schaffhausen 1987, ISBN 978-3-72310-362-3.
- Fotoreportagen, Hatje Cantz, Ostfildern 1994, ISBN 978-3-89322-541-5.
- Vis à Vis, Steidl, Göttingen 1999, ISBN 978-3-88243-649-5.
- Unverschämtes Glück, Steidl, Göttingen 2004, ISBN 978-3-88243-980-9.
- Neugierig auf Welt. Erinnerungen eines Fotoreporters, Autobiografie, zusammen mit Harald Willenbrock, Steidl, Göttingen 2004, ISBN 978-3-86521-184-2.
- Tokio – Moskau – Leopoldville, Steidl, Göttingen 2007, ISBN 978-3-86521-527-7.
- Gisela Kayser und Cordula Lebeck (Hrsg.): Robert Lebeck. Fotografien 1955–2005, Steidl, Göttingen 2008, 240 S., ISBN 978-3-86521-873-5, Ausstellungskatalog.
- Abiku, Photographien zu Gedichten von Wole Soyinka. MVerlag Thomas Reche, Neumarkt 2012, ISBN 978-3-929566-89-5, (mit Barbara Klemm).
- Italien, Italien!, Photographien mit Tagebuchnotizen von Sándor Márai, Verlag Thomas Reche, Neumarkt 2014.
- Welt. Gruner + Jahr, Hamburg 2014, ISBN 978-3-652-00279-0.
- Face the Camera, Steidl, Göttingen 2015, ISBN 978-3-95829-143-0
- 1968, Steidl, Göttingen 2018, ISBN 978-3958294448

### Bücher mit den Sammlungen Robert Lebeck
- Panorama der Vergangenheit – Die ersten dreißig Jahre, 1840–1870, Text von Werner Hofmann, Print, Hamburg 1982, ISBN 3-923351-00-3.
- Pioniere der Kamera. Das erste Jahrhundert der Fotografie 1840–1900. Fotoforum Bremen, Bremen 1987, ISBN 978-39261-1702-1.
- Alles Wahrheit! Alles Lüge! Photographie und Wirklichkeit im 19. Jahrhundert, hrsg. von Bodo von Dewitz und Roland Scotti, Verlag der Kunst, Dresden 1997, ISBN 978-9-0570-5024-4.
- Kiosk. Eine Geschichte der Fotoreportage, hrsg. von Bodo von Dewitz, Steidl, Göttingen 2001, ISBN 978-3-88243-791-1.

Zahlreiche thematische Zusammenstellungen seiner Postkarten sind bei Harenberg in der Reihe Die bibliophilen Taschenbücher erschienen.

## Ausstellungen (Auswahl)

### Einzelausstellungen
- 1962: „Tokio–Moskau–Leopoldville“, Museum für Kunst und Gewerbe, Hamburg; bis 1965 auch in Freiburg im Breisgau, München, Lübeck und Bremerhaven.
- 1983: „Augenzeuge Robert Lebeck – 30 Jahre Zeitgeschichte“, Kiel / Brühl 1990.
- 1991: „Fotoreportagen“, Perpignan (FR), Köln, Frankfurt/M. / Speyer 1993.
- 1991: „Portraits 1956–1991“, Gruner + Jahr Pressehaus, Hamburg.
- 1999: „Vis-à-vis“, Gruner und Jahr Pressehaus, Hamburg; Wanderausstellung durch Europa und Amerika.
- 2003  „Porträts“, imago fotokunst, Berlin
- 2004: „Unverschämtes Glück“, Willy-Brandt-Haus, Berlin.
- 2008: „Neugierig auf Welt“, Bode Galerie & Edition, Nürnberg.
- 2009: „Fotografien 1955–2005“, Martin-Gropius-Bau, Berlin.
- 2009: „Musik im Blut“, Bode Galerie & Edition, Nürnberg.
- 2010: „Fotografien“, Focke-Museum, Bremen.
- 2014: „Zum 85. Geburtstag“, Johanna Breede PHOTOKUNST, Berlin
- 2014: „In die Welt“, Flo Peters Gallery, Hamburg
- 2016: Robert Lebeck – „Face the Camera“, Willy-Brandt-Haus, Berlin
- 2018: „Robert Lebeck. 1968“, Kunstmuseum Wolfsburg
- 2018: Robert Lebeck, Vis-à-vis, Photobastei Zürich
- 2018: Robert Lebeck Romy in Quiberon, Johanna Breede PHOTOKUNST, Berlin
- 2019: „Deutschland im März“, Galerie Freelens, Hamburg
- 2020: „Robert Lebeck. Porträts von Menschen und Ländern“, Fotografie Forum der Städteregion Aachen, Monschau
- 2023: „Hierzulande“, Kunsthalle Lüneburg
- 2025: „Hierzulande“, Opelvillen Rüsselsheim

### Gruppenausstellungen
- 1963: „Afrika baut auf“, Deutsche Afrika-Gesellschaft, Bonn
- 1972: „Universalisten“, zusammen mit Mario de Biasi, Jack Garafalo und Don McCullin, Photokina, Köln.
- 1985: „Fotografie in deutschen Zeitschriften 1946–1984“, Institut für Auslandsbeziehungen Stuttgart (kuratiert von Ute Eskildsen).
- 1989: „Deutsche Fotografie im 20. Jahrhundert“, Rheinisches Landesmuseum Bonn (kuratiert von Klaus Honnef).
- 1990: „Masters of Light – Fünfzig Meister der Fotografie“, Museum Ludwig, Köln (kuratiert von Abe Frajndlich).
- 1991: „Welt der Arbeit“, Museum der Arbeit, Norrköpping (kuratiert von Rune Hassner).
- 1996: „Der fixierte Blick. Deutschland und das Rheinland im Fokus der Fotografie“, Rheinisches Landesmuseum Bonn (kuratiert von Klaus Honnef).
- 1996: „Das deutsche Auge“, Deichtorhallen, Hamburg.
- 1997: „Zwischen Dokument und Abstraktion“, Sammlung der DGPh.
- 1998: „Deutsche Fotografie – Macht eines Mediums 1870–1970“, Kunst- und Ausstellungshalle der Bundesrepublik Deutschland, Bonn (kuratiert von Klaus Honnef).
- 2012: „Afrika, hin und zurück“, Fotografische Sammlung, Folkwang Museum Essen

### Ausstellungen seiner Sammlungen
- 1982: „Sammlung R.L. – Fotografie des 19. Jahrhunderts“, Neue Nationalgalerie, Berlin.
- 1987: „Pioniere der Kamera. Das erste Jahrhundert der Fotografie 1840–1900. Die Sammlung R.L.“, Forum Boettcherstraße, Bremen.
- 1996: „Alles Wahrheit! Alles Lüge! Photographie und Wirklichkeit im 19. Jahrhundert“, Agfa Foto-Historama im Wallraf-Richartz-Museum/Museum Ludwig, Köln.
- 2001: „Kiosk. Eine Geschichte der Fotoreportage“, Museum Ludwig, Köln.

## Filme über Robert Lebeck
- Gesichter Deutschlands – Die unbekannten Bilder des Fotografen Robert Lebeck. Dokumentation, Deutschland, 2009, 5:36 Min., Buch und Regie: Elisabeth Weyer, Produktion: hr, Erstsendung: 4. Januar 2009
- Augenzeugen: Thomas Höpker, Robert Lebeck, Stefan Moses. Dokumentation, Deutschland, 1998, Buch und Regie: Thomas Schadt, Produktion: BR, arte, Sendedatum auf arte: 1. Juli 1998, prämiert mit dem Adolf-Grimme-Preis
- Im Bann des Augenblicks – Der Fotograf Robert Lebeck. Dokumentation, Deutschland, 2008, 26 Min., Erstsendung auf arte: 30. März 2008, Buch & Regie: Jeremy JP Fekete, Produktion: RBB/ARTE, prämiert mit dem New York Festivals 2009 Film & Video Award, Categorie: Documentaries "Bronze World Medal", USA,[12] Trailer  und nominiert für die goldene Rose von Rose d’Or Festival 2009, Schweiz.